# Harold en Italie
Harold in Italy, Op.16 (tiếng Pháp: Harold en Italie, tên đầy đủ Harold en Italie, Symphonie en quatre parties avec un alto principal, dịch ra tiếng Việt có nghĩa là Harold ở Ý, bản giao hưởng bốn phần với sự độc tấu của viola) là tác phẩm được nhà soạn nhạc người Pháp Hector Berlioz sáng tác dành cho viola và dàn nhạc giao hưởng. Cảm hứng của tác phẩm đến từ tác phẩm Childe Harold của Lord Byron. Sau buổi hòa nhạc giới thiệu các tác phẩm của Berlioz tại Paris tháng 12 năm 1833, Niccolò Paganini yêu cầu Berlioz viết một tác phẩm cho đàn viola để ông có thể khoe cây đàn của mình (do Antonio Stradivari chế tác). Berlioz gửi chương 1 của tác phẩm, nhưng Paganini không nhận vì cho rằng phần biểu diễn của ông là quá ít (sau này Paganini không biểu diễn tác phẩm này một lần nào). Tác phẩm 4 chương này được trình diễn lần đầu tiên tại Paris vào năm 1834 với phần độc tấu của Chrétien Urhan.